# Nová Ves u Jarošova
Pour les articles homonymes, voir Nová Ves.
Nová Ves u Jarošova (en allemand : Neudorf bei Jaroschau) est une commune du district de Svitavy, dans la région de Pardubice, en Tchéquie. Sa population s'élevait à 67 habitants en 2024.

## Géographie
Nová Ves u Jarošova se trouve à 12 km à l'ouest-sud-ouest de Litomyšl, à 25 km au nord-ouest de Svitavy, à 35 km au sud-est de Pardubice et à 127 km à l'est-sud-est de Prague.
La commune est limitée par Nové Hrady à l'ouest et au nord, par Chotovice et Chotěnov à l'est, par Jarošov au sud, et par Bor u Skutče au sud-ouest.

## Histoire
La première mention écrite du village date de 1559.

## Administration
La commune se compose de deux sections :
- Nová Ves u Jarošova
- Sedlíšťka

## Galerie

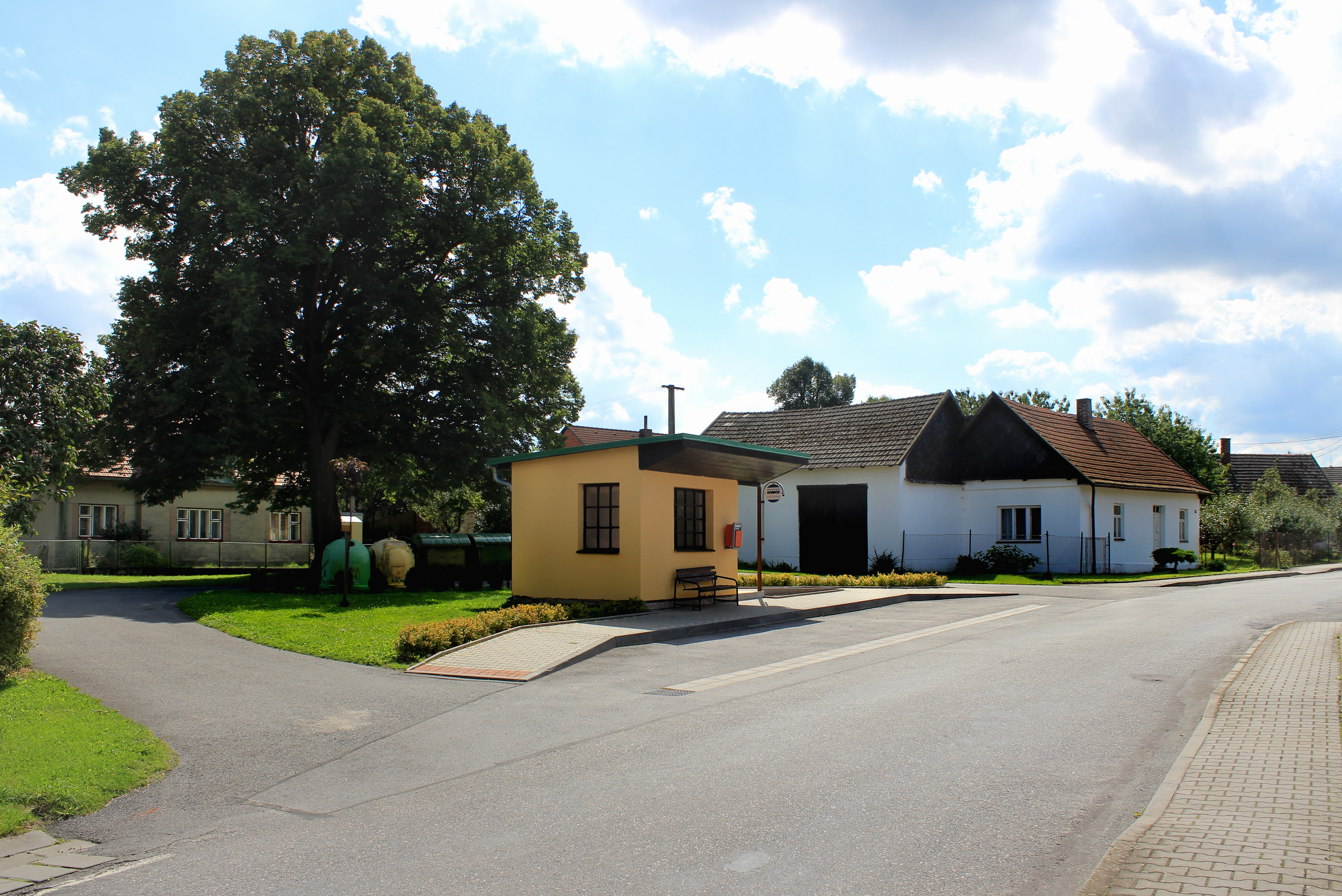
Centre du village.
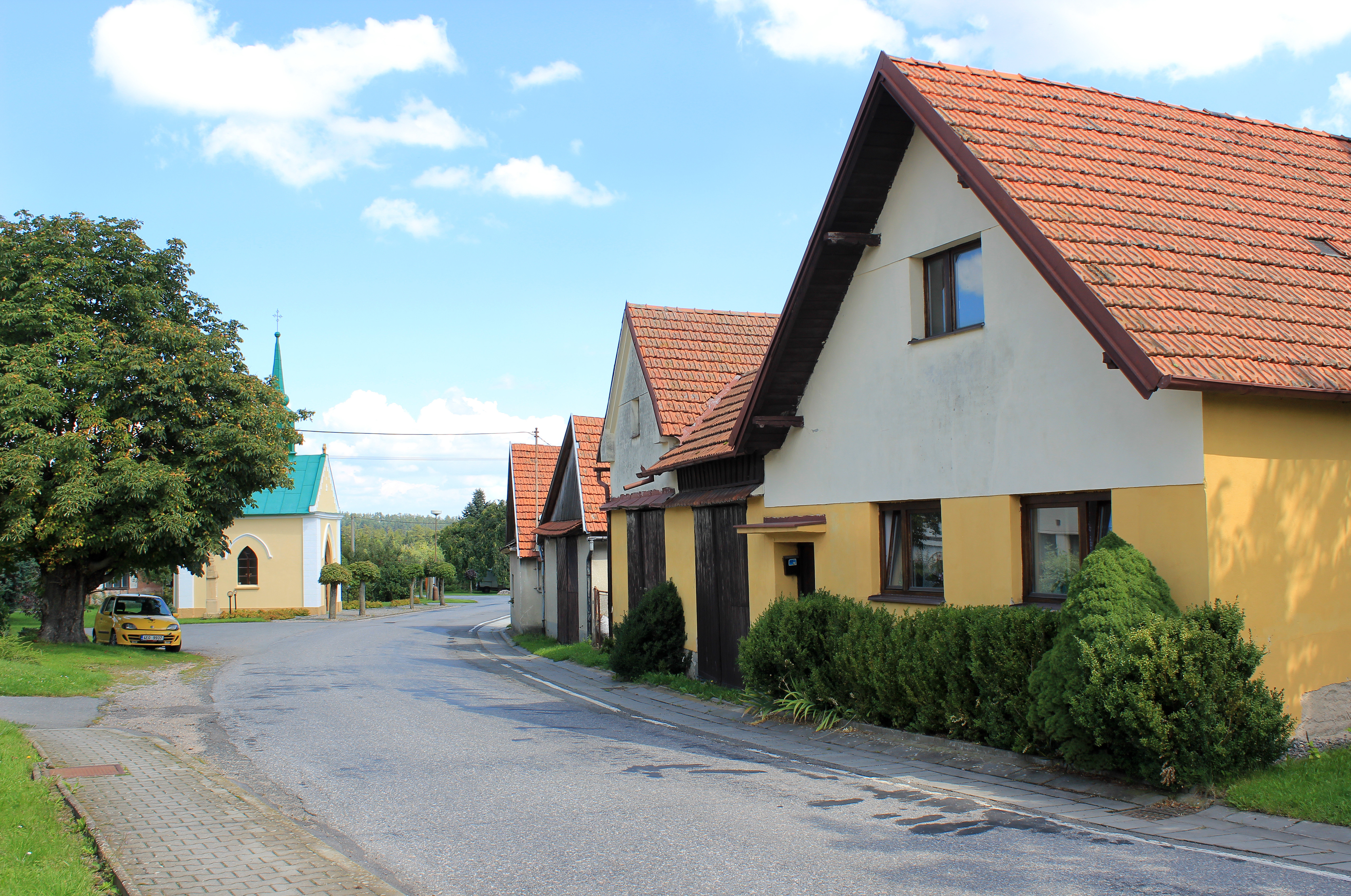
Rue principale.

## Transports
Par la route, Nová Ves u Jarošova se trouve à 16 km de Litomyšl, à 33 km de Svitavy, à 44 km de Pardubice et à 160 km de Prague. 